# Сон

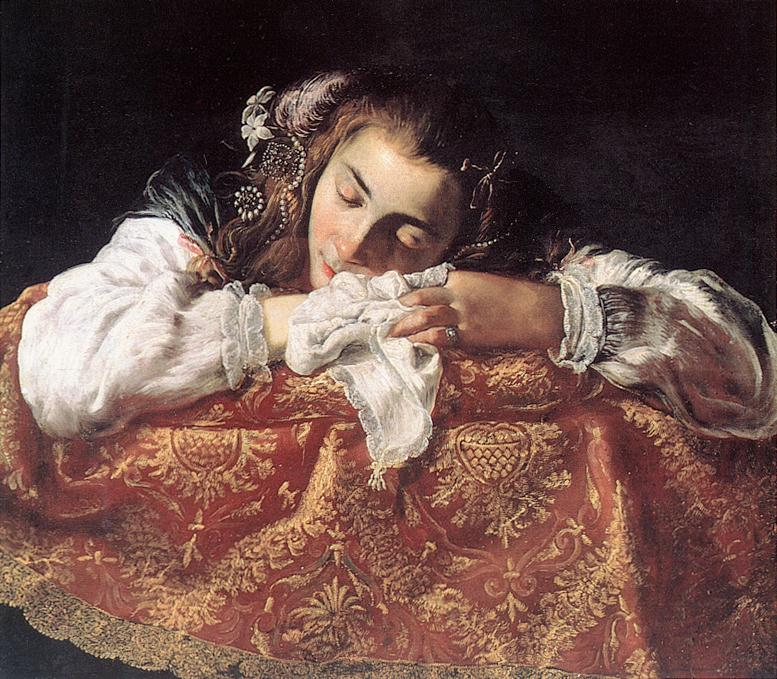
«Спляча дівчина», робота Доменіко Фетті, прибл. 1615 року.

Сон (лат. somnus) — це стан розуму й тіла, котрий природно повторюється та відзначається зміненою свідомістю, порівняно загальмованою чуттєвою діяльністю, зниженою м'язовою активністю та гальмуванням майже всіх довільних м'язів під час сну зі швидким рухом очей (ШРО), та зменшеною взаємодією з оточенням. Сон відрізняється від неспання зниженою здатністю відповідати на подразники, але сприйнятливіший, ніж кома чи розлади свідомості, водночас уві сні проявляються різні, активні мозкові патерни.

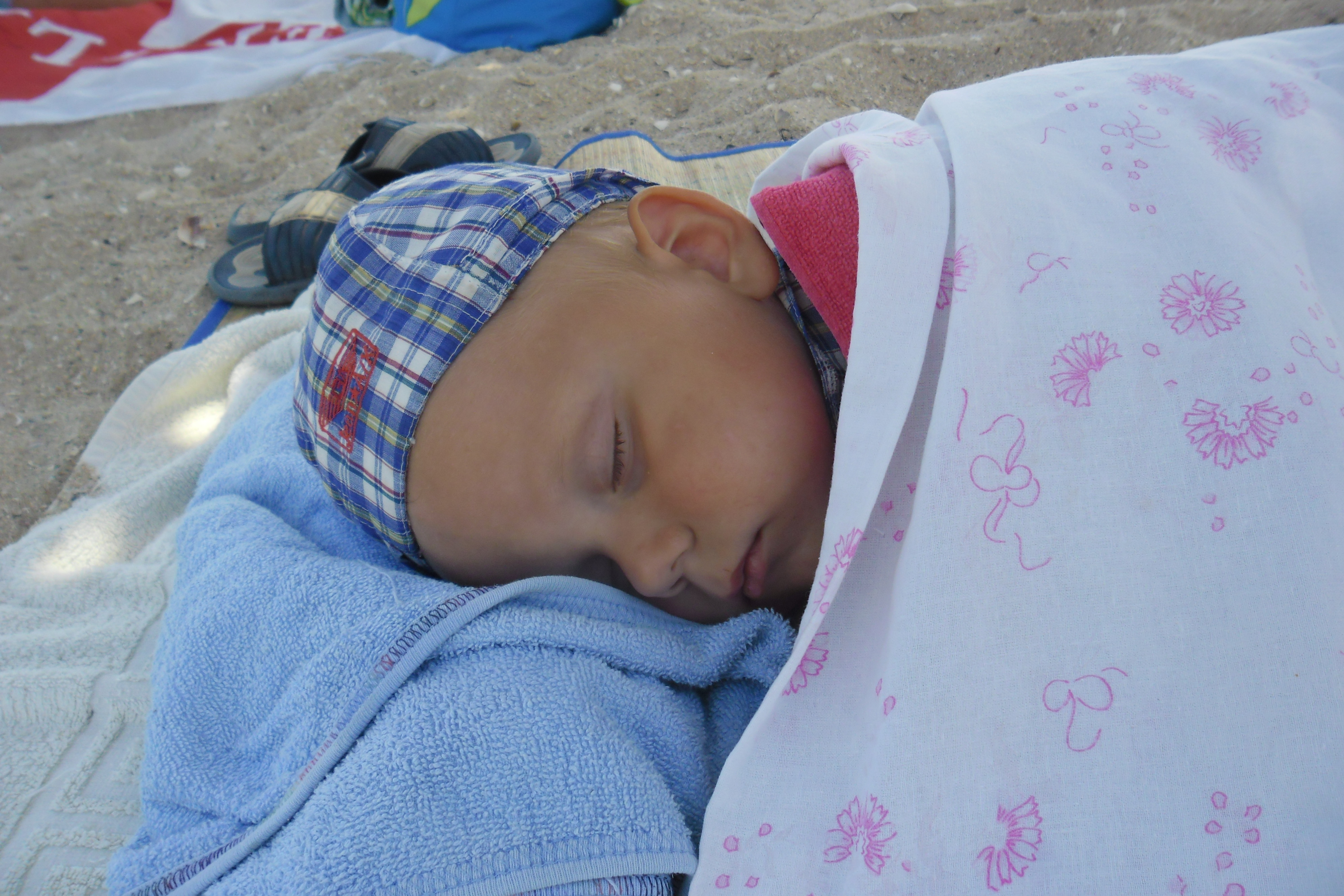
Сон на пляжі.

Сон відбувається в періодах, в яких організм чергує два різних стани, котрі повторюються: ШРО-сон і не-ШРО-сон. Хоча ШРО означає «швидкий рух очей», цей режим сну має багато інших показників, зокрема удаваний параліч тіла. Добре відомою особливістю сну є можливе сновидіння, котре зазвичай оповідає в наративній формі та нагадує уявне життя, але яке згодом (після пробудження) зазвичай, можна відрізнити від вигадок. Під час сну більшість систем організму перебувають у стані анаболізму, сприяючи відновленню імунної, нервової, скелетної та м'язової систем; це життєво важливі процеси, які підтримують настрій, пам'ять та когнітивні можливості, а також відіграють велику роль у діяльності ендокринної та імунної систем. Внутрішній циркадний годинник сприяє щоденному нічному сну. Різна мета та відмінні механізми сну, є предметом серйозних постійних досліджень. Сон є висококонсервативною поведінкою в еволюції тварин.
Люди можуть мати  різноманітні розлади сну, зокрема диссомнії, такі як безсоння, гіперсомнія, нарколепсія та апное уві сні; парасомнії, такі як сомнамбулізм та розлад поведінки уві сні зі швидким рухом очей; бруксизм; та порушення циркадного ритму сну. Використання штучного світла суттєво змінило режим сну людства. До поширених джерел штучного світла належать екрани електронних пристроїв, таких як смартфони та телевізори, які випромінюють велику кількість синього світла, яке зазвичай асоціюється із денним часом доби. Це порушує виділення гормону мелатоніну, потрібного для регулювання циклу сну.

## Історія дослідження
Можливо засновницею «науки про сон» була М. М. Манасеїна (1843—1903),[уточнити] учениця фізіолога І. Р. Тарханова, яка в 1870-ті роки на цуценятах досліджувала значення сну для організму. Вивчаючи свої результати, Манасеїна прийшла до висновку, що сон для організму важливіший за їжу.[прояснити]
Сучасні уявлення про природу сну утворилися у другій половині XX ст. із появою способів реєстрації біоелектричної активності головного мозку (електроенцефалограма, ЕЕГ), м'язів (електроміограма, ЕМГ) і очей (електроокулограма, ЕОГ). Найбільшим досягненням у цій галузі було відкриття в 1950-ті роки Н. Клейтманом, У. Дементом (США) і М. Жуве (Франція) так званого парадоксального сну.[прояснити]

## Фізіологія сну
Під час сну підвищується рівень анаболічних процесів та знижується катаболізм.
Сон у нормі відбувається повторювано, приблизно кожні 24 години. Такі цикли називають циркадними ритмами. Вони перевизначаються кожної доби, а найбільш важливим чинником є рівень освітлення. Від природного циклу освітленості залежить рівень скупчення спеціальних світло-залежних білків. Циркадний цикл налаштований зазвичай, на довжину світлового дня. Окрім нічного сну, в деяких культурах існує фізіологічно обумовлений короткочасний денний сон — сієста.

### Засинання
Безпосередньо перед сном наступає стан сонливості, зниження активності мозку, для якого притаманні:
1. зниження рівня свідомості;
2. позіхання;
3. пониження чутливості сенсорних систем;
4. зменшення частоти серцевих скорочень;
5. зниження секреторної діяльності залоз (слинних → сухість слизової рота; слізних → печіння очей, «злипання повік»).

### Структура нічного сну людини
Природний сон охоплює два різні стани (фази) — повільний сон (повільноколивний, ортодоксальний, синхронізований, спокійний, теленцефалічний сон, сон без швидких рухів очей) і швидкий сон (парадоксальний, десинхронізований, активований, ромбенцефалічний, сон зі швидкими рухами очей, REM Sleep).

#### Повільний сон
Спочатку засинання людина занурюється в повільний сон, послідовно проходячи 4 стадії: дрімоту (1), поверхневий сон (2), сон помірної глибини (3) і глибокий сон (4). Психічна активність в повільному сні представлена уривчастими неемоційними думками, а час, проведений у сні, зазвичай недооцінюється. У молодих здорових людей, поверхневий сон триває біля половини часу усього нічного сну, а глибокий сон 20–25 %.

#### Парадоксальний (швидкий) сон

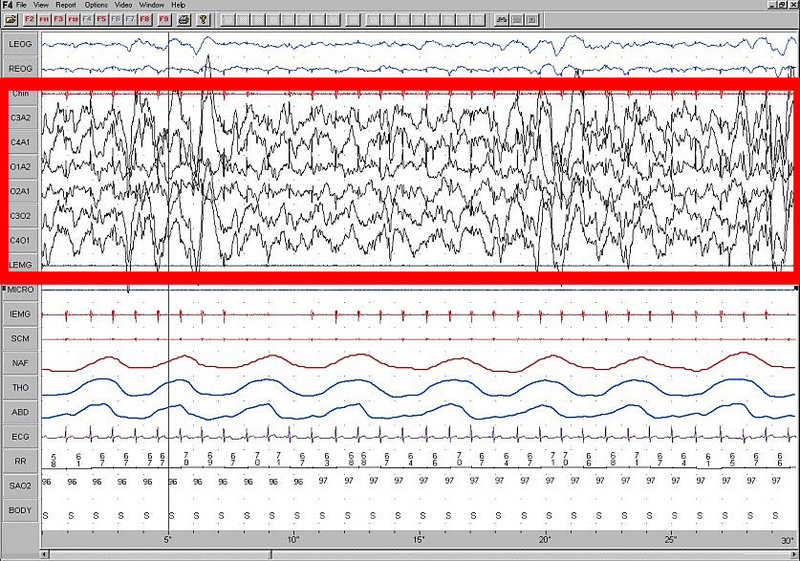
Стадія 4. ЕОГ у червоній рамці.

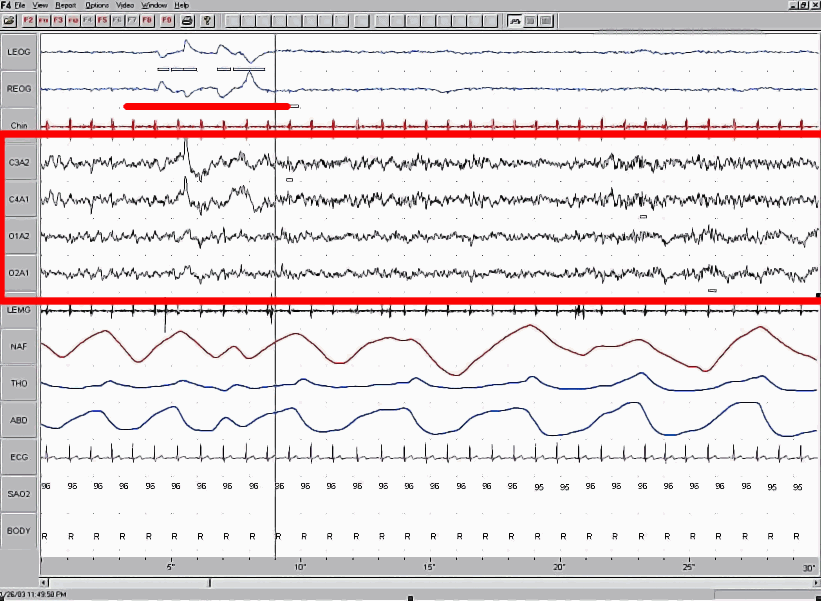
Швидкий сон. ЕОГ у червоній рамці, зафіксований сенсором рух очей підкреслено червоним.

Повільний сон завершується зміною пози, після чого слідує різкий перехід до фази парадоксального сну: на ЕЕГ відзначається десинхронізація, тобто високовольтна повільна активність змінюється швидкими низькоамплітудними ритмами, як під час пробудження, однак парадоксальним чином при цьому повністю розслабляються всі гладкі м'язи тіла (зникнення активності на ЕМГ) і виникають швидкі рухи очей (потужна активність на ЕОГ). Крім того, спостерігаються нерівномірність пульсу і дихання, сіпання лицьових м'язів, пальців, кінцівок, у чоловіків (будь-якого віку) виникає ерекція. При пробудженні під час парадоксального сну випробувані у 80 % випадків повідомляють про переживання емоційно забарвлених сновидінь, а час перебування уві сні часто переоцінюється. Відрізок парадоксального сну триває близько 20 % часу сну. Повільний сон і наступний за ним парадоксальний сон, становлять цикл з проміжком близько 1,5 години. Нормальний нічний сон складається з 4-6 таких циклів.
У людини, на відміну від інших ссавців цикли сну неоднакові: в перших нічних циклах переважає дельта-сон, відрізки парадоксального сну дуже короткі (10–15 хвилин) і зовні слабо виражені. У другу половину ночі, навпаки, глибокий повільний сон майже відсутній, натомість надзвичайно інтенсивні і довгі (30–40 хвилин) проміжки парадоксального сну. Це явище — наслідок призвичаєння людини до умов цивілізації; майже кожна доба являє собою 16-годинний період позбавлення сну (депривація), за яким іде 8-годинний відрізок відновлювального сну («віддача»). Згідно із законом «віддачі» спочатку відновлюється глибокий сон, а потім парадоксальний. Відповідно до природного біоритму, дорослій людині потрібно 1–2 періоди денного сну. Про це свідчать напади денної сонливості, неуважності і розслаблення, особливо небезпечні під час керування автомобілем і виконанні професійних обов'язків, що вимагає уваги і зібраності.

## Здорова тривалість сну

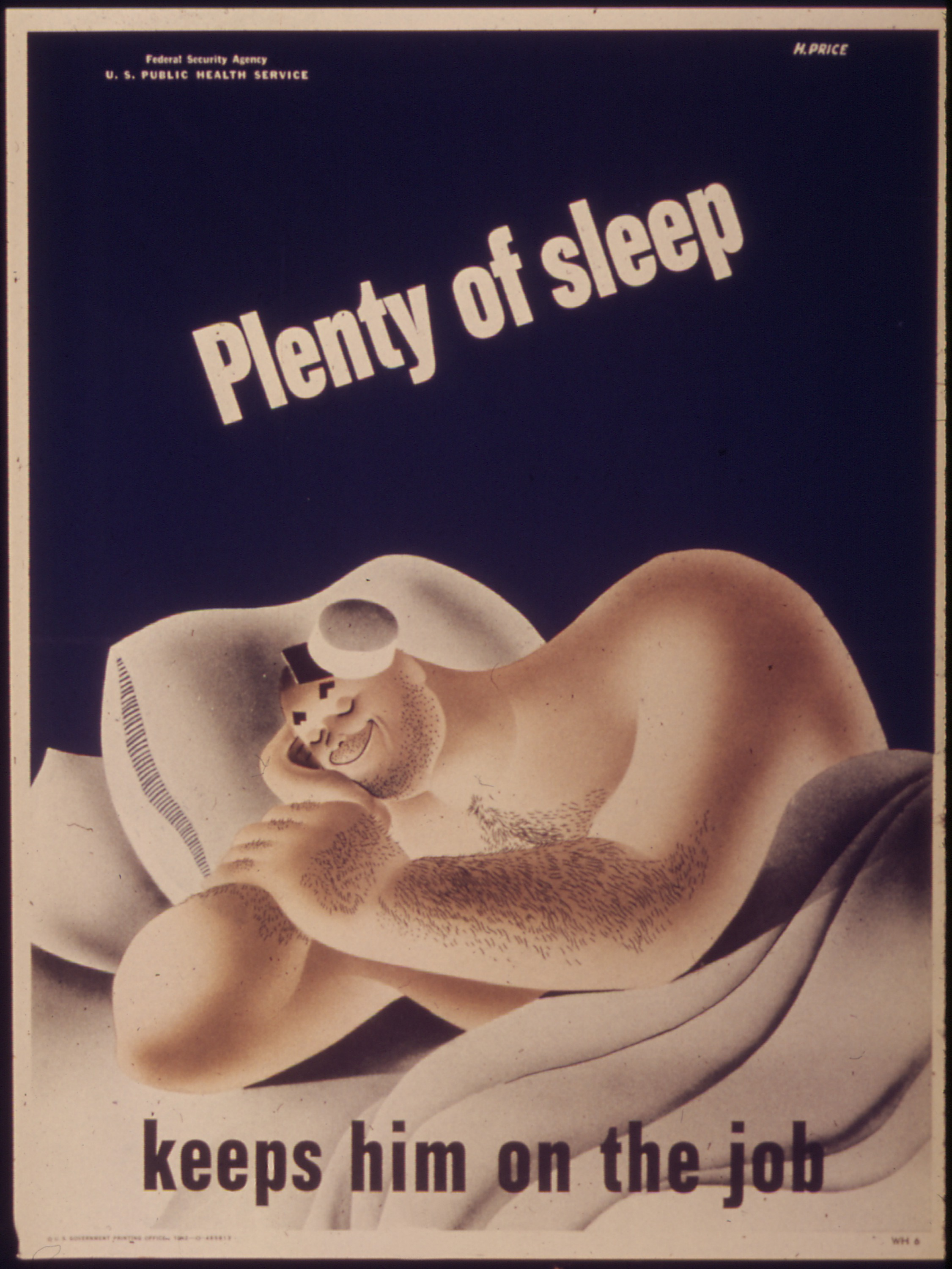
Плакат часів Другої світової війни, випущений урядом США

Для нормального розвитку та гарної роботи організму, дітям необхідно багато годин сну на добу: до 18 годин для новонароджених, із віком цей показник знижується. На початку 2015 року, після дворічного дослідження, Національний фонд сну в США оголосив про нові переглянуті поради щодо кількості сну, наведені в таблиці нижче.
| Вік                                       | Потреби у сні |
| ----------------------------------------- | ------------- |
| Немовлята (0–3 місяців)                   | 14 — 17 годин |
| Малюки (4–11 місяців)                     | 12 — 15 годин |
| Діти (1–2 років)                          | 11 — 14 годин |
| Дошкільнята (3–4 років)                   | 10 — 13 годин |
| Діти шкільного віку (5–12 років)          | 9 — 11 годин  |
| Підлітки (13–17 років)                    | 8 — 10 годин  |
| Дорослі (18–64 років)                     | 7 — 9 годин   |
| Дорослі похилого віку (65 років і старше) | 7 — 8 годин   |

## Нейроанатомія сну
Мозок має скупчення нейронів, порушення яких викликає розвиток сну (гіпногенні центри). Вирізняють такі структури:
1. Структури, що забезпечують розвиток повільного сну :
  - Передні відділи гіпоталамуса (преоптичні ядра)
  - Неспецифічні ядра таламуса
  - Ядра шову (містять гальмівний медіатор серотонін)
  - Гальмівний центр Моруцці (середня частина мосту)
2. Центри швидкого сну:
  - Блакитна пляма
  - Вестибулярні ядра довгастого мозку
  - Верхні горбки середнього мозку
  - Ретикулярна формація середнього мозку
3. Центри, що регулюють цикл сну:
  - Блакитна пляма (стимуляція — пробудження)
  - Окремі ділянки кори головного мозку

## Основне призначення сну
Основне завдання сну — це відновлення фізичних та психічних сил, яке дозволяє якнайбільше пристосуватися до зміни умов зовнішнього і внутрішнього середовищ. Сон становить собою чергування різних функціональних станів головного мозку, а не є просто «відпочинком» для головного мозку, як вважали раніше. Під час сну перебудовується мозкова діяльність, яка потрібна для переробки і консолідації інформації, що потрапила в період неспання, переведення її із проміжної в довготривалу пам'ять.
Активність нейронів у різних відділах кори великого мозку і глибинних структурах мозку під час сну лишається майже такою ж, як і при неспанні.
Згідно із дослідженнями американських вчених мозок в період сну витрачає значну частину енергії на очищення від токсинів, що неможливо здійснити в період бадьорості, що пояснює необхідність сну. Під час сну простір між нейронами збільшується і цереброспінальна рідина може вільно циркулювати між розширеними щілинами. 

## Чинники, що зумовлюють сон
Можна виділити три групи чинників, які зумовлюють періодичний добовий сон:
1. ендогенні чинники, пов'язані з утомою і гіпногенними речовинами (серотонін, мелатонін, норадреналін, гамма-оксибутират, дельта-пептид тощо), які діють ендогенно, ритмічно («внутрішній годинник»)
2. безумовні (темрява але не повна, спокій, положення тіла, чуттєва монотонність, вплив температури, атмосферного тиску та тихий шум, щоби будь які інші звуки не були надмірно гучними)
3. умовно-рефлекторні (звикання до певного часу сну, його тривалості та інше)

## Свідомі сновидіння
Свідоме сновидіння — це сновидіння, у якому особа розуміє, що спить. У такому сні можливо спостерігати власні дії, впливати на навколишній світ та подальший розвиток перебігу сновидіння. Набуття свідомості може бути мимовільним або за допомогою спеціальних методик.

## Порушення сну

### Безсоння
Тимчасове безсоння може бути викликано нервовим збудженням, або застосуванням деяких хімічних речовин (фенамін тощо).

#### Регулювання сну
Під час стійких порушень сну є стани, коли необхідно звернутися до лікаря, для з'ясування причин відхилень.
Із широким застосуванням електронних пристроїв (гаджетів), які завдяки випромінюванню світла, порушують біологічні ритми, радять на пристроях використовувати нічний режим для запобігання виникнення безсоння.

##### Фізіологічні способи
Добре допомагають прохолодне свіже повітря в кімнаті, тиша, прогулянка ввечері, тепла ванна перед сном.

##### Фармакологічні методи
Безсоння можна частково зменшувати за допомогою лікарських засобів, які призначає тільки лікар. Безладне та постійне застосування снодійних, може бути дуже небезпечним.
Лікарські засоби іноді призначують симптоматично, — деякі снодійні або седативні засоби. Зловживання снодійними та заспокійливими ліками — проблема, дуже поширена в усьому світі.
Неспання
Докладніше: Неспання
Неспання — це щоденно повторюваний стан мозку та ступінь ясності свідомості, коли людина перебуває у притомності й бере участь у когерентних пізнавальних і поведінкових реакціях на зовнішній світ. Неспання є протилежністю стану сну, під час якого більшість зовнішніх вхідних даних до мозку вилучаються із нейронної обробки.

## У культурі

### У мистецтві
Про тематичні зображення сну в мистецтві, лікар і дослідник сну Мейр Краґер писав: «[митці] дуже захоплені міфологією, снами, релігійними темами, схожістю між сном і смертю, винагородою, відмовою від свідомого контролю, зціленням, показом невинності та безтурботності, а також еротикою».

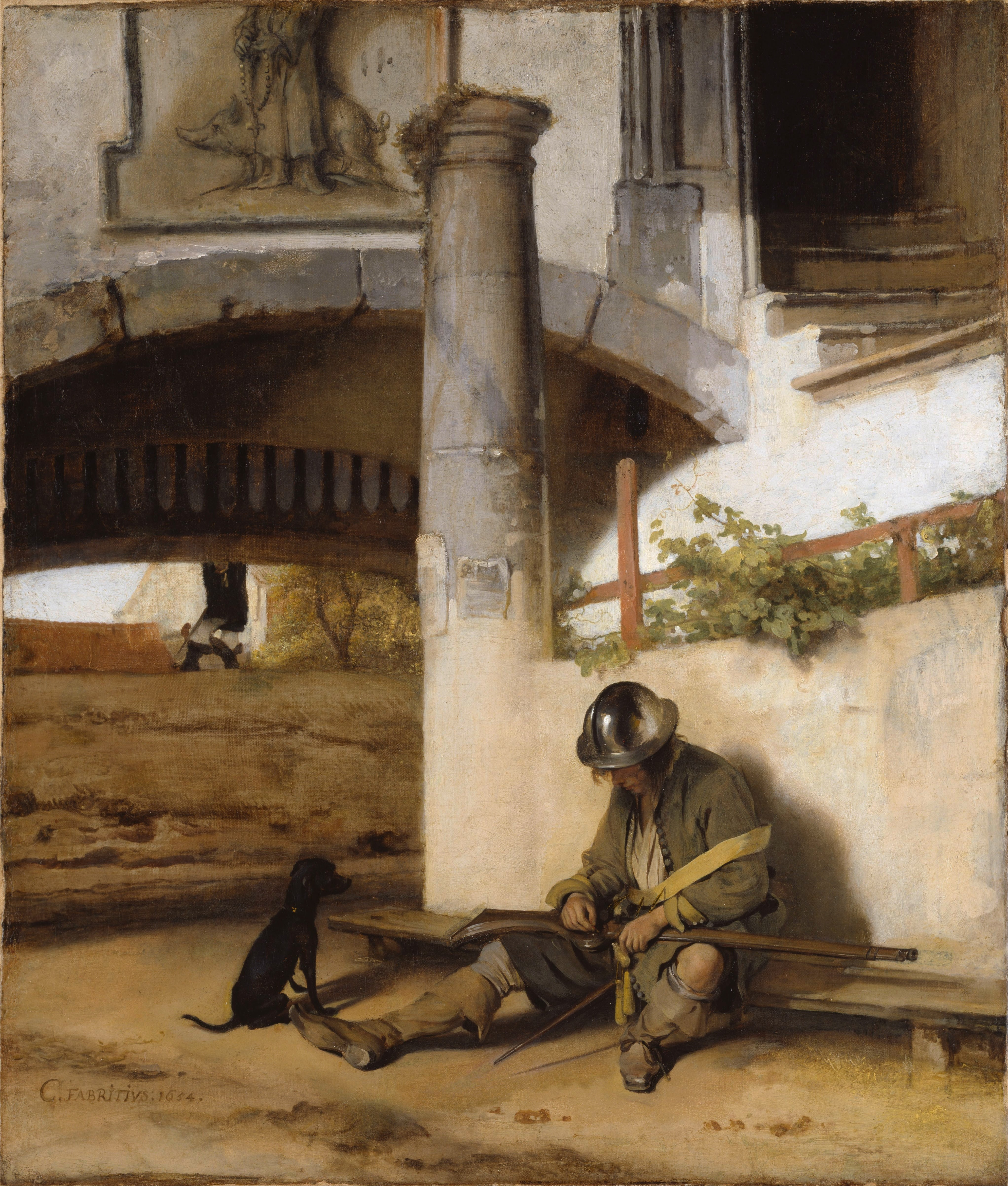
«Вартовий» (1654) Карела Фабріціуса
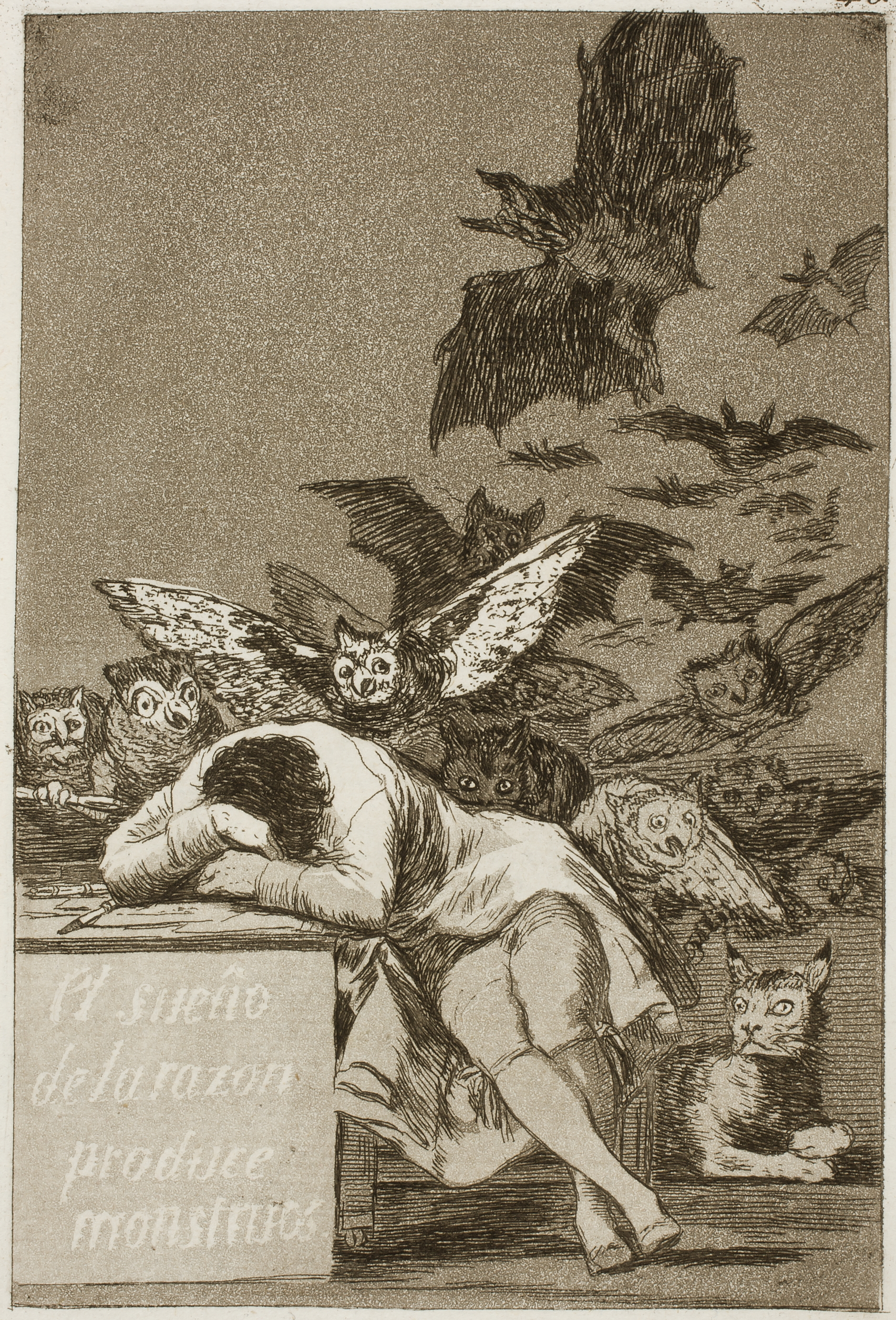
«Сон розуму народжує чудовиськ» (1799) Франсіско-Хосе де Гоя
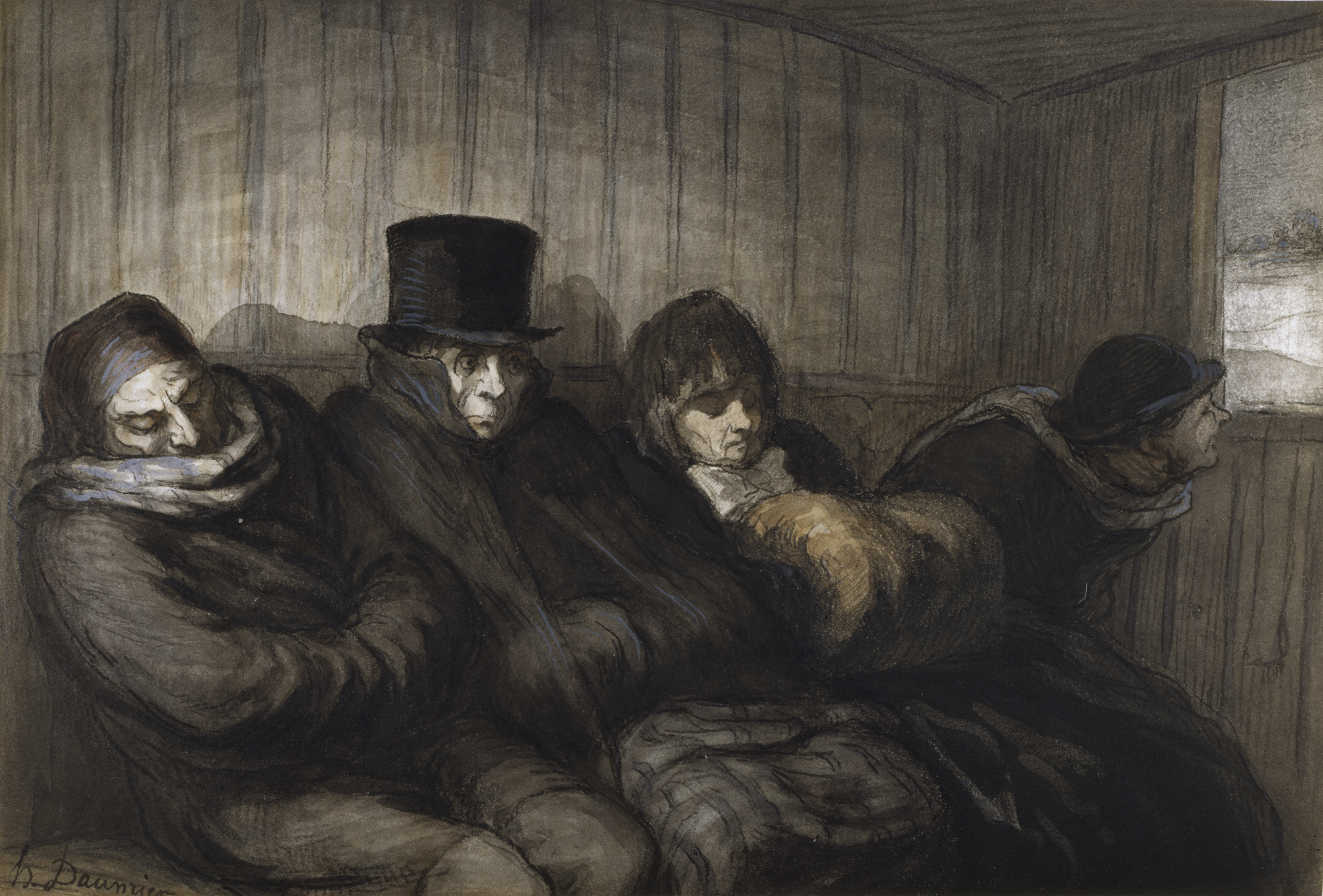
«Карета другого класу» (1864) Оноре Дом'є
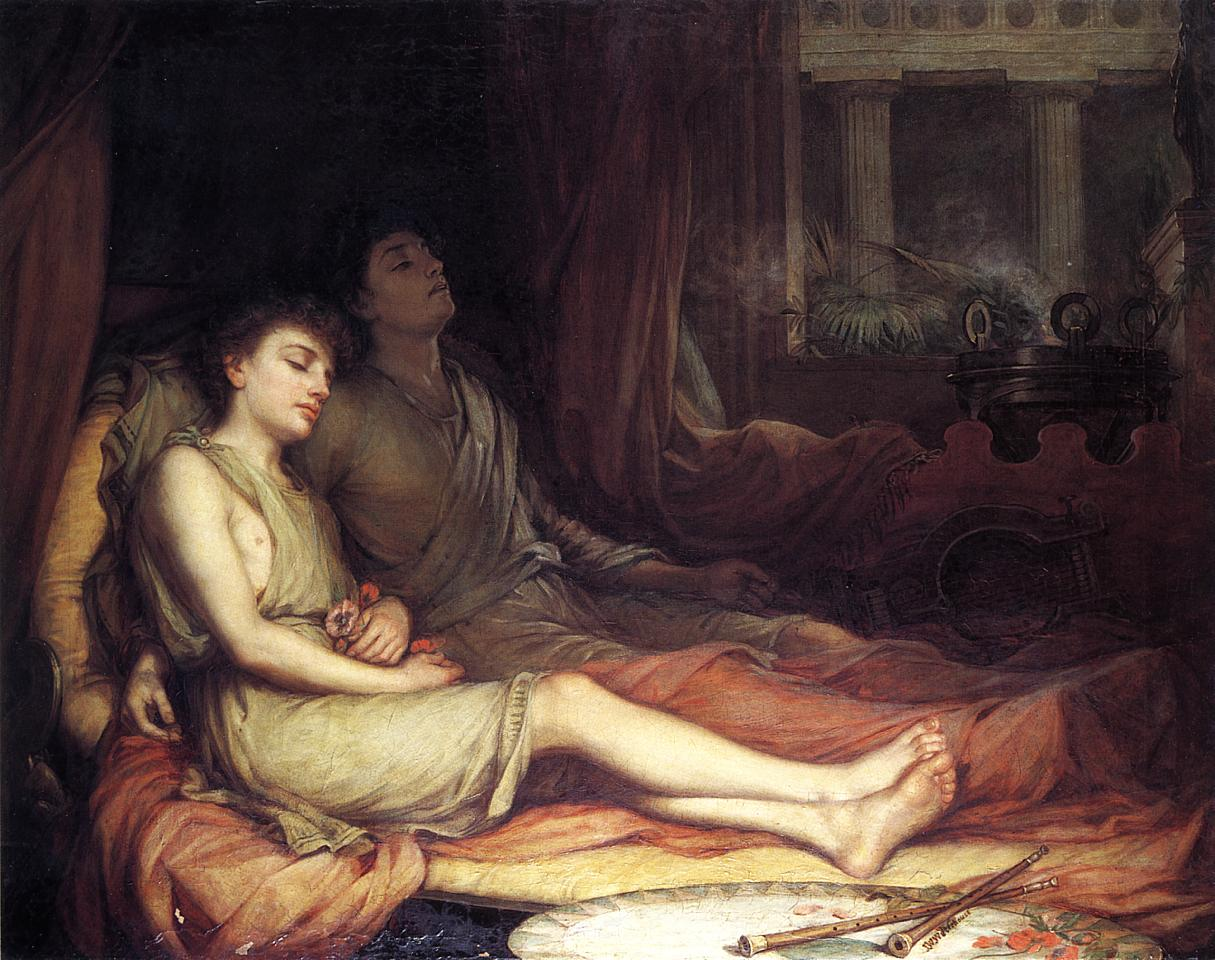
«Сон і його зведений брат Смерть» (1874) Джона Вільяма Вотергауса
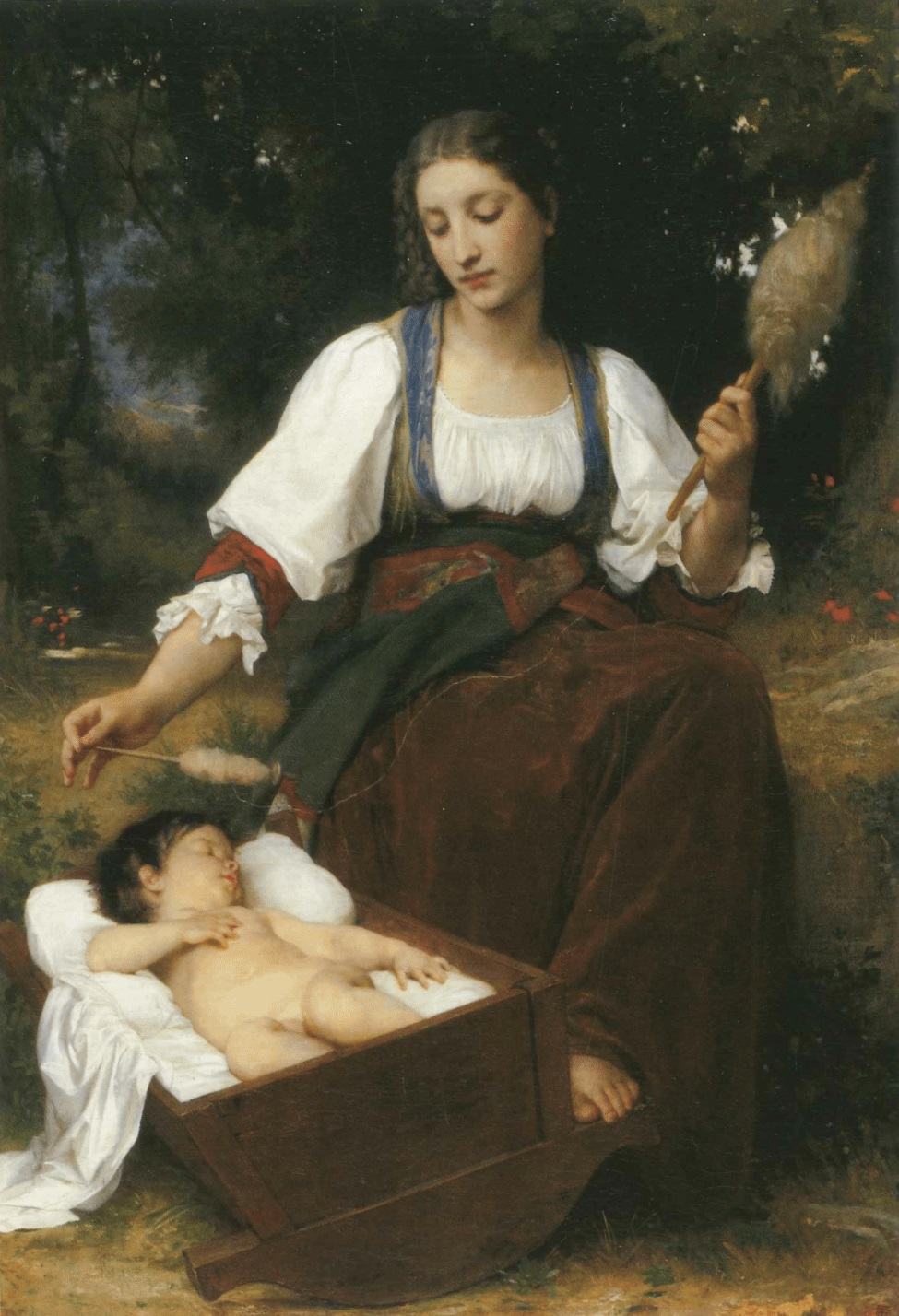
«Колискова» (1875) Вільяма-Адольфа Бугро
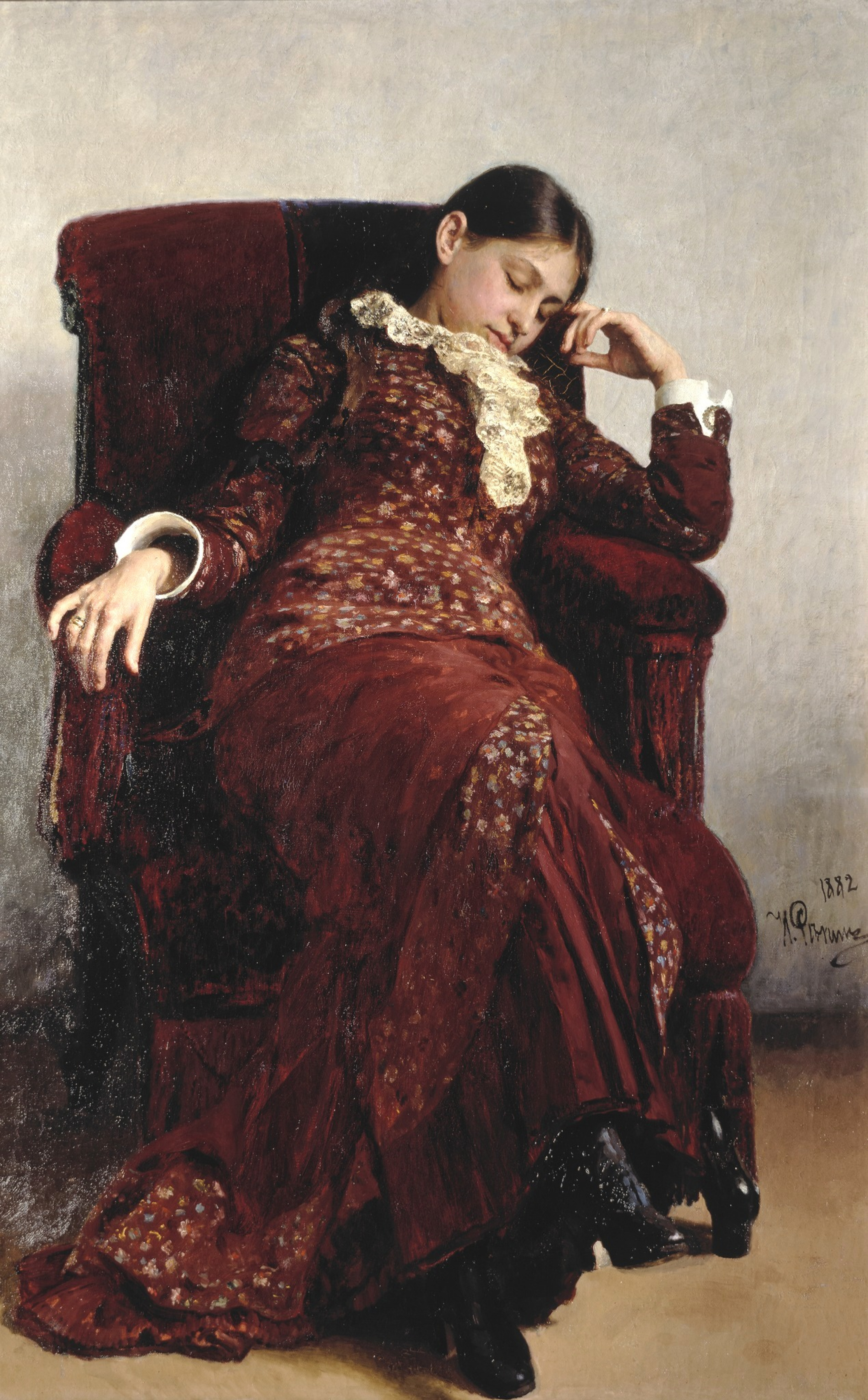
«Відпочинок» (1882) Іллі Рєпіна
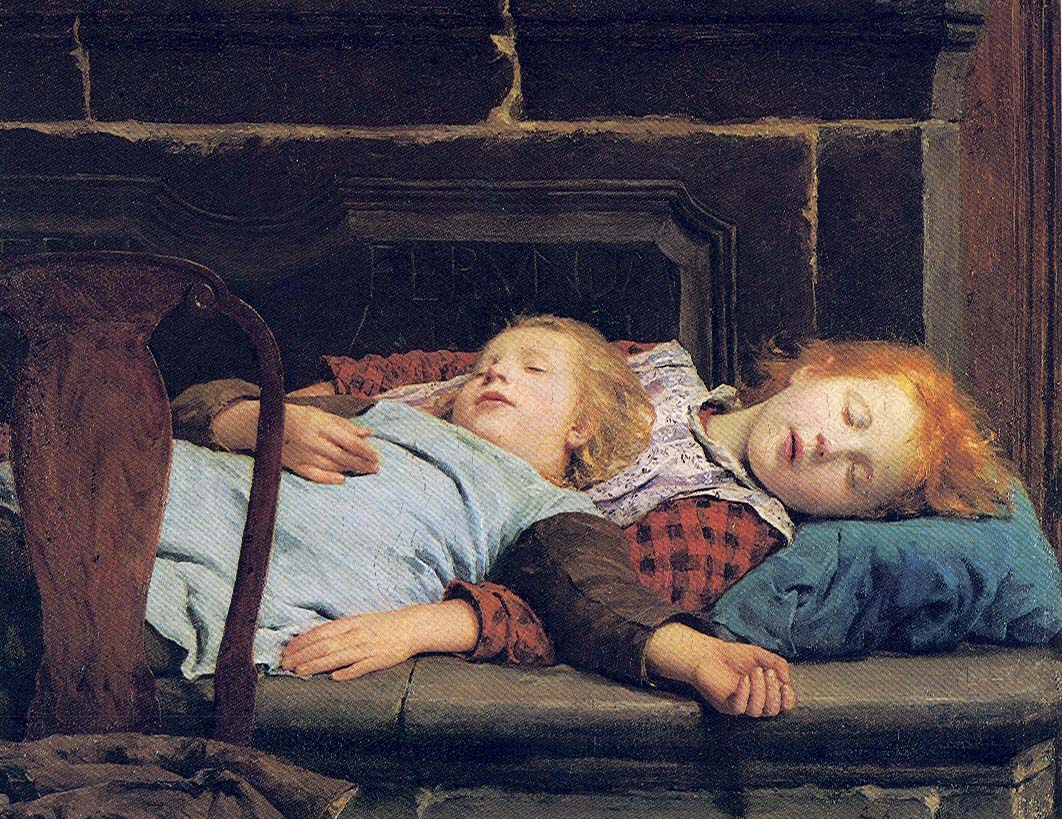
«Двійко сплячих дівчат на ослоні біля грубки» (1895) Альберта Анкера
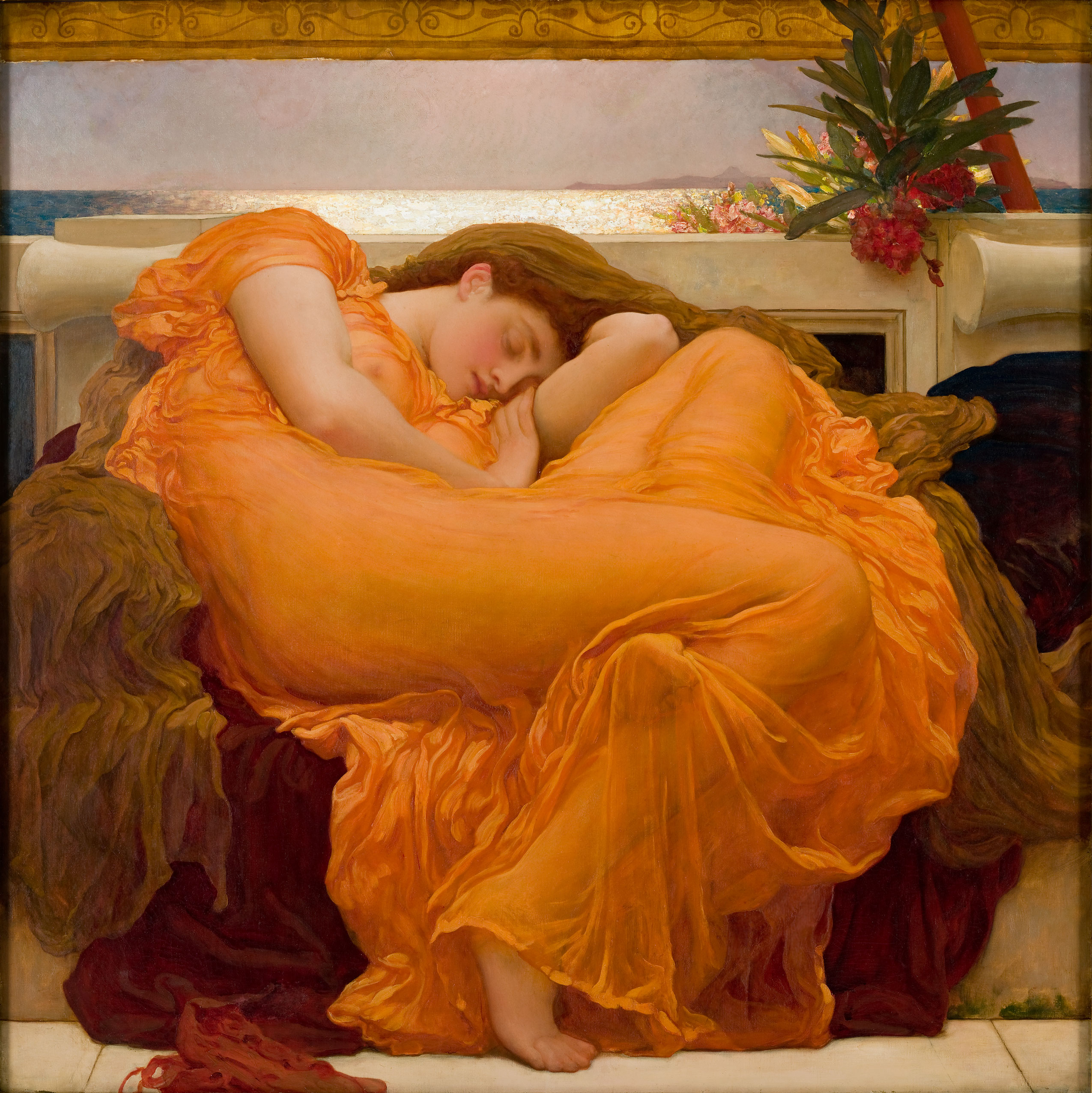
«Палаючий червень» (прибл. (1895) Фредеріка Лейтона
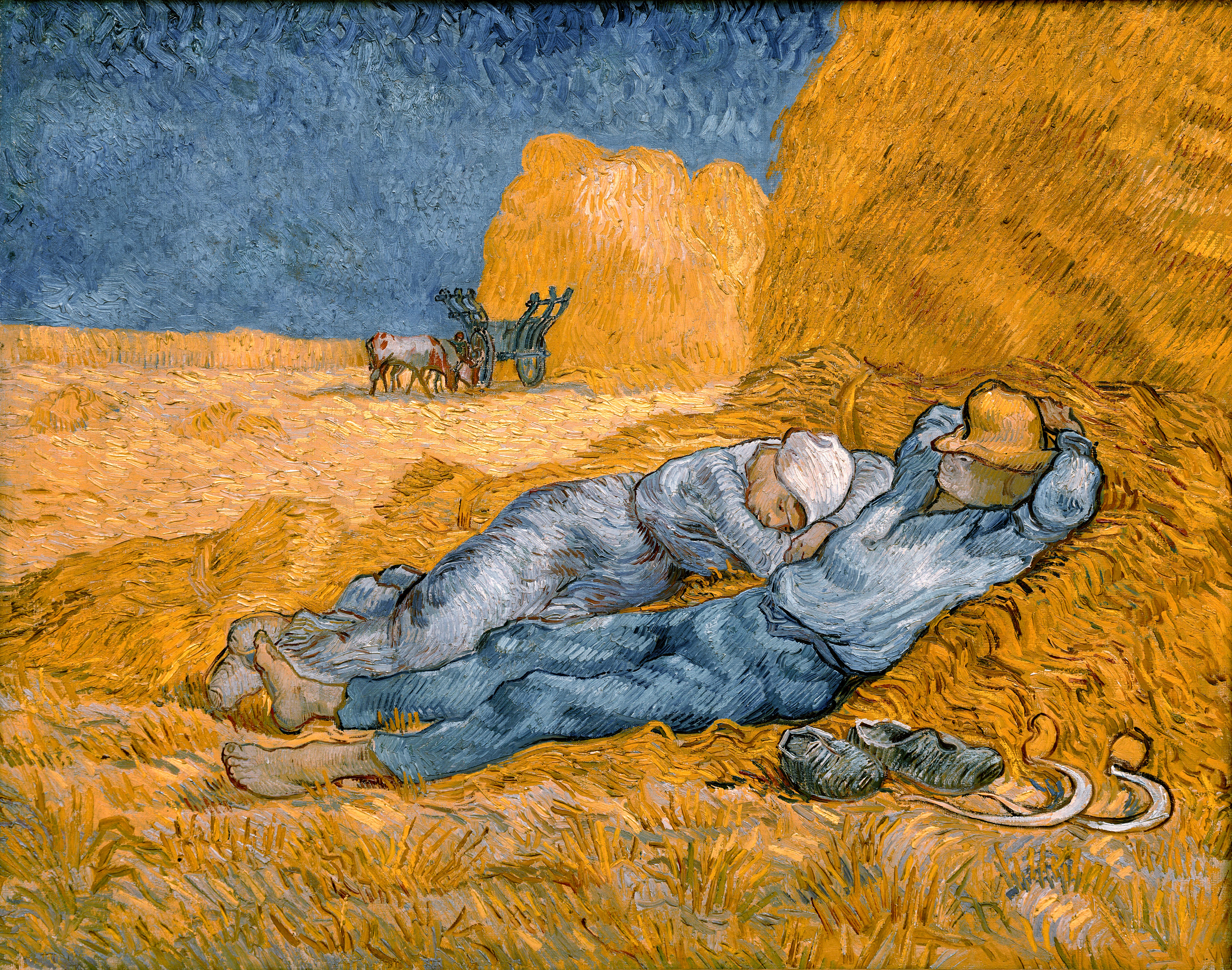
«Опівдні – відпочинок від роботи» (1890) Вінсента ван Гога (після Мілле)
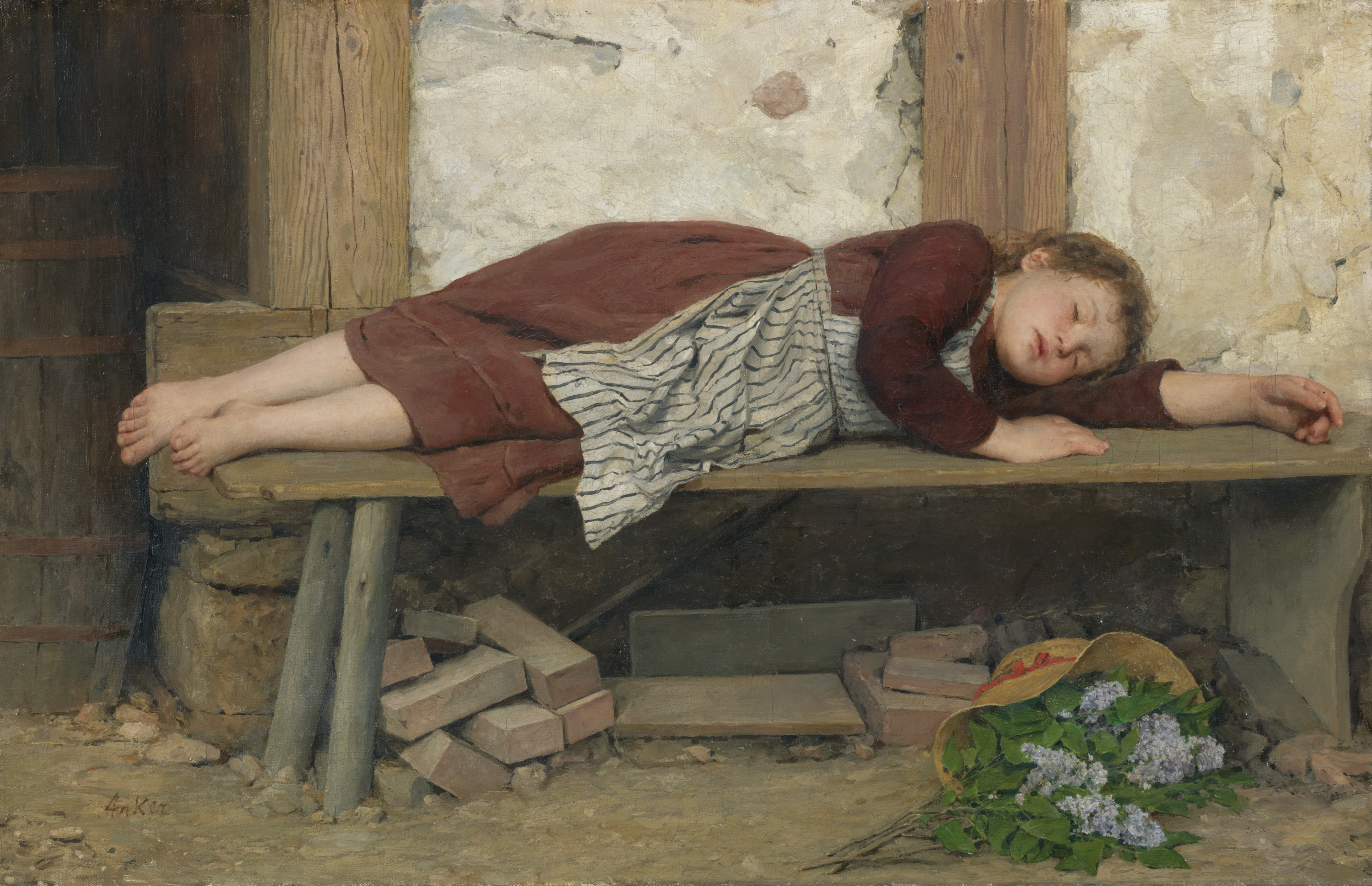
«Спляча дівчина на дерев'яній лавці» Альберта Анкера

## Виноски
1. ↑  REM — це англійська абревіатура rapid eye movement, що дослівно перекладається як «швидкий рух очей», себто ШРО.

## Додаткова література
- Brown RE, Basheer R, McKenna JT, Strecker RE, McCarley RW (липень 2012). Control of sleep and wakefulness [Контроль сну та неспання]. Physiological Reviews (англ.). 92 (3): 1087—187. doi:10.1152/physrev.00032.2011. PMC 3621793. PMID 22811426.